# フォクすけ
フォクすけ (Foxkeh) は、Mozilla Japanがウェブブラウザ「Mozilla Firefox」の日本におけるプロモーション活動の一環として作成したマスコットキャラクターである。キツネをモチーフとしており、さらにしっぽ全体が炎となっている。

## 経緯
2006年9月1日にMozilla Japanが行うMozilla Firefoxのプロモーション活動のマスコットキャラクターとして作成され、名前が公募された。デザインは結城洋志（Piro）。
約2週間の募集と審査を通し、同年9月19日、マスコットキャラクターの名称が「フォクすけ (Foxkeh)」に決定された。
「フォクすけ」はキツネを表す英語である「フォックス (Fox)」と、日本人男性の名前の一部に見られる「すけ」（助・輔などが用いられる）を組み合わせた造語であり、柔らかいイメージを出すために「すけ」には漢字を当てずひらがな表記にしたとされる。ラテン文字での表記「Foxkeh」は、「フォクすけ」の発音にあわせた英語的な表記としている。
フォクすけの画像は、「クリエイティブ・コモンズ 表示 - 非営利 4.0 国際」のライセンスのもとで公開され、同ライセンスに従って自由に使用することができる。公開当初の権利者はMozilla Japanだったが、Mozilla Foundationが日本事業を直轄化する方針を示したことにより、Mozilla Japanの活動が終了したため、現在は権利がMozilla Corporationに移管されている。
また、Mozilla JapanではFirefox用テーマの一つとして「フォクすけ＊テーマ」を公開していた（現在は公開終了）。（バージョン3.5以降には未対応だが、有志により3.5（3.6でも動作するが一部未対応）対応版が公開された。なお4.0以降には未対応）
なお、フォクすけはあくまでもプロモーション活動用のマスコットキャラクターであり、Mozilla Firefoxという製品自体のマスコットキャラクターではない。そのため、標準設定のFirefoxでフォクすけの姿が登場することはない。

## フォクすけぬいぐるみ
イラスト画像のフォクすけとは別に、フォクすけのぬいぐるみも作成されている。通常サイズのフォクすけぬいぐるみのほかに、巨大フォクすけも存在する。Mozilla 24など、Mozilla Japanが関わるイベントによく登場する。
2008年2月14日から同年3月31日にかけてFirefoxを紹介するためのキャンペーンとして「フォクすけぬいぐるみがもらえる！　Firefox 紹介キャンペーン」が開催されていた。